# エウレカ
エウレカ（古代ギリシア語: εὕρηκα、英語: Eureka）はギリシャ語に由来する感嘆詞で、何かを発見・発明したことを喜ぶときに使われる。古代ギリシアの数学者・発明者であるアルキメデスが叫んだとされる言葉である。

## 語源
"Eureka"は、古代ギリシア語: εὑρίσκω （heuriskō、ヘウリスコー）「見つける」という動詞の一人称単数完了直説法能動態であるεὕρηκα（heurēka、ヘウレーカ）から来ており、「見つけた」「分かったぞ」といったことを意味する。

## 発音
現代ギリシャ語では [ˈevrika]（エヴリカ、εύρηκα）のように発音する。なお「見つけた」という意味の現代日常語βρήκα（ヴリカ）も語源は同じである。
英語では、長母音を含む場合は語尾から2番目の音節に強勢をつけるというラテン語のアクセントの法則に従い、第2音節に強勢がある。
語頭の /h/ はスペイン語・オランダ語・英語などでは脱落し、例えば英語では [ju(ː)əˈriːkə]（ユリーカ、ユーリーカ、ユアリーカ）と発音する。フィンランド語・デンマーク語・ドイツ語などでは脱落しておらず、例えばドイツ語では Heureka と表記し、 [ˈhɔʏreːka] ( 音声ファイル) （ホイレーカ）と発音される。
日本語への音写にあたってはユーレカ、ユレカ、ユーリカ、ユリカ、ユリーカ、ユリイカなどの表記揺れがある。

## アルキメデス

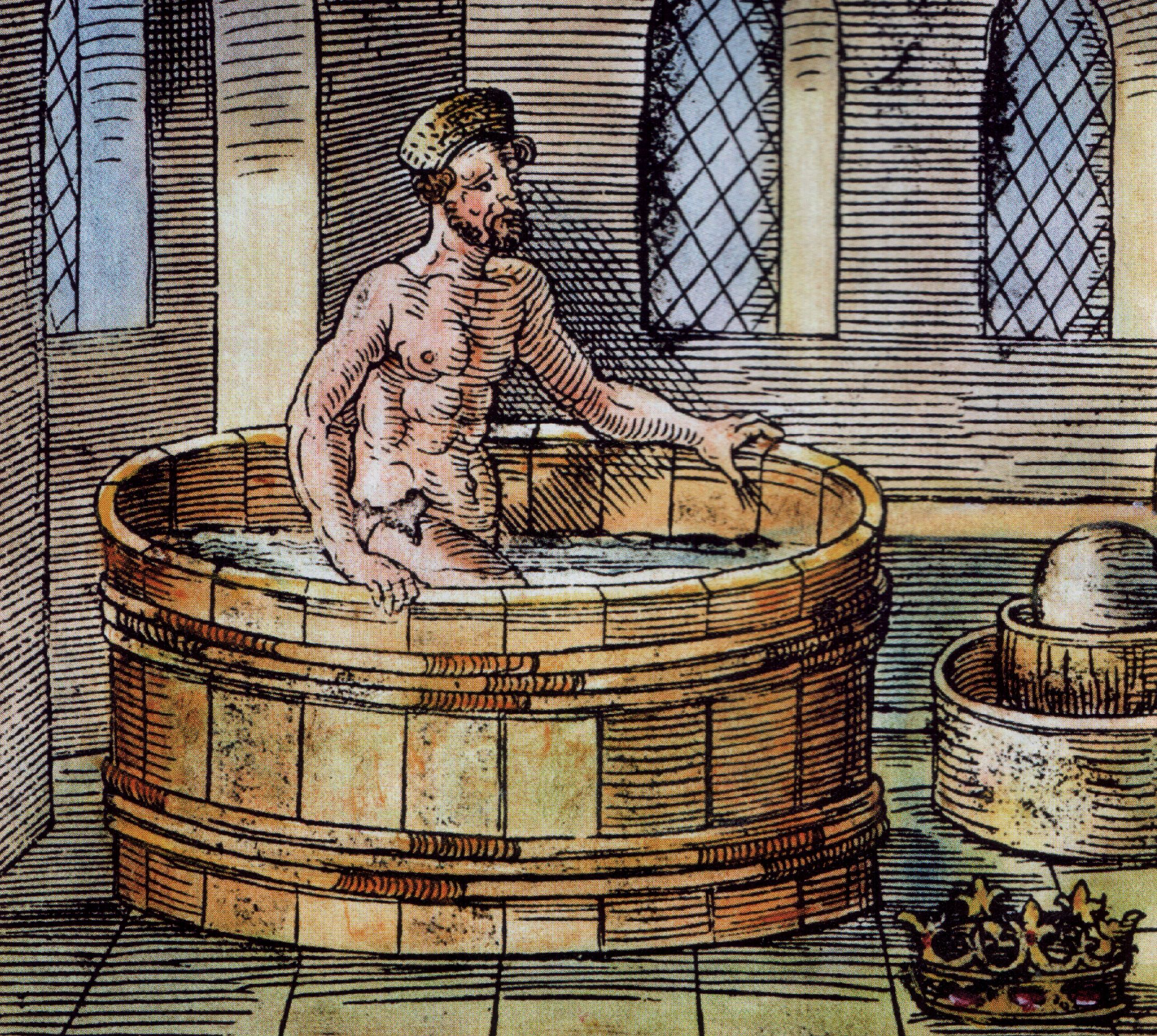
16世紀に描かれた、風呂に入ったアルキメデスのイラスト。右下にヒエロンの王冠が描かれている

"Eureka!"という感嘆詞は、古代ギリシャの学者アルキメデスに帰するものである。伝えられるところでは、彼が風呂に入ったとき、浴槽に入ると水位が上昇することに気づき、上昇した分の体積は彼の体の水中に入った部分の体積に等しいとわかり、"Eureka! Eureka!"と2回叫んだという。彼は形状の複雑な物体の体積を正確に量るという困難な問題を解決できたと理解し、浴槽から飛び出して、裸のままシラクサの街を駆け抜け、この発見を共有しようとしたと伝えられている。
なお、このとき発見したのは、今日アルキメデスの原理として知られているものではない。アルキメデスの原理は、体を流体に浸すことで体験される浮力について論じたものである。しかし、一般には混同され「アルキメデスの原理を発見したときにエウレカと叫んだ」とする話が広まっている。
アルキメデスの洞察は、ヒエロン2世によって提起された、形状の複雑な金でできた誓いの王冠の純度を計測するという問題の解決につながった。ヒエロン2世は金細工職人に王冠の材料として純金を渡したが、金細工職人が金の量を減らして同じ重さの銀を加えたのではないかと疑っていたのである。物質の重さを高い精度で比較するための器材は既に存在していた。これに体積を量ることができれば、密度が計算でき、金の密度は銀の約2倍もあり、標準温度・圧力において大きな値であるため、銀が混ざっていれば密度が低くなるのでそれがわかる。しかし、体積を計算するには王冠を熔かして計算しやすい形に成形する必要があり、元の形のまま体積を求める方法を思案していたのだった。
この話の初出はウィトルウィウスの『建築について (De architectura) 』巻9であり、この出来事があったとされる2世紀後のことである。さらに、比重が大きい金の体積をこの方法で調べようとしても、水位変動が小さいため測定誤差を無視できないという疑問も提示されている。実際には、アルキメデスは論述『浮体の原理』で主張するアルキメデスの原理である流体静力学の原理で解決したのではと考えられる。この原理では、物質を流体に浸した際、それは置き換える流体の質量と同じ浮力を得る。これを利用し、天秤の一端に吊るした冠とバランスを取る同じ質量の金をもう一端に下げて、冠と金を水中に浸ける。もし冠に混ぜ物があって比重が低いと体積は大きくなり、置き換える水の量が多くなるため冠は金よりも浮力が高まる。そして、天秤は冠側が上方に傾くことになる。ガリレオ・ガリレイもアルキメデスはこの浮力を用いる方法を考え付いていたと推測している。

## 標語

### カリフォルニア

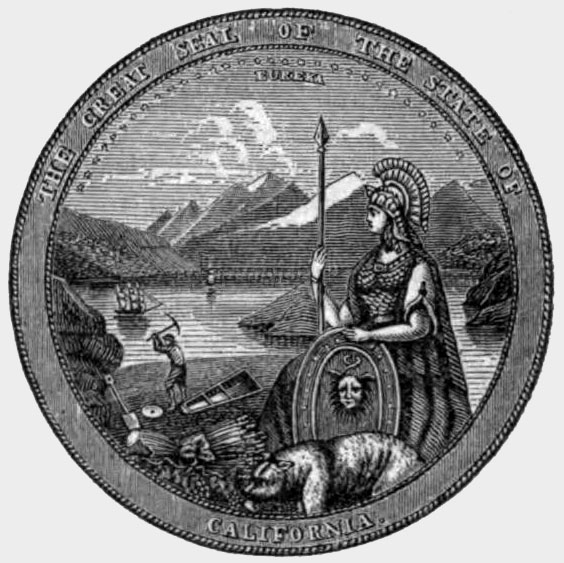
1870年から使われているカリフォルニア州の印章。女神ミネルウァの槍の上に"EUREKA"と書かれている。

Eureka はカリフォルニア州の標語である。おそらくアルキメデスが金の比率を知る方法を発見したことと、ゴールドラッシュで金を発見したことを掛けている。1849年から州章に使われていたが、1963年に公式に採用された。州内にあるユーレカの都市名も Eureka に由来する。

## 数学
カール・フリードリヒ・ガウスは1796年の日記にアルキメデスを真似て "ΕΥΡΗΚΑ! num = Δ + Δ + Δ" と書いている。これは、「全ての自然数は高々3個の三角数の和である」ことを発見したことを書いたものである。これは「ガウスのエウレカ定理」と呼ばれており、今日では多角数定理の特別な場合として知られている。